# Quality Management Maturity Grid
Das Quality Management Maturity Grid (kurz: QMMG) ist im Qualitätsmanagement eine von Philip B. Crosby konzipierte Reifematrix, die als Qualitätsmaßstab für Unternehmen und Organisationen dient. 

## Crosbys Ansatz und Werkzeuge
Crosby veröffentlichte diese Matrix im Jahre 1979. Reifegradmodelle dienen zur Veranschaulichung der Entwicklung und dem Status einer Organisation bzw. eines Unternehmens. Gemeint sind die Produkt- oder Dienstleistungsqualität von Produkten und Dienstleistungen. 
Philip B. Crosby gilt, neben Joseph M. Juran, William Edwards Deming oder Armand V. Feigenbaum, als einer der amerikanischen Qualitätspioniere, der versuchte, die Definition von Qualität zu revolutionieren. Um die herkömmliche Art des Denkens über Qualität direkt zu konfrontieren, konzipierte er fünf falsche Hypothesen:
1. Qualität bedeutet Güte, Luxus, Glanz oder Gewicht
2. Qualität ist immateriell
3. Es gibt eine Ökonomie der Qualität
4. Alle Probleme entstehen durch den Arbeitnehmer stets durch mehrere vordefinierte Kriterien. Da die Reifegrade aufeinander aufbauend sind, müssen zum Erreichen des jeweiligen Levels, die Kriterien dieser Ebene, als auch die darunterliegenden erfolgreich absolviert worden sein.[2]
5. Qualität entsteht in der Qualitätsabteilung[3]

Durch diese wahrheitswidrigen Annahmen unterstreicht er, das von ihm vermittelte, neue Verständnis über Qualität.
Wie schon der Titel seines 1979 erschienenen Buches „Quality is free“ verrät, ist Crosby überzeugt davon, dass Qualität nicht mit einer Kostensteigerung in Verbindung steht. Weiter betont Crosby, dass die kostenpflichtigen Maßnahmen eines Unternehmens durch Korrekturprozesse entstehen, also wenn die Produktion nicht initial fehlerfrei verläuft und damit dem Anspruch nicht genügt. Folglich resultiert Crosby, dass Qualität die Fähigkeit einer Organisation ist, Anforderungen zu entsprechen.
Auf der fundamentalen Definition, dass Qualität ein freies, erreichbares, messbares und profitables Gut ist, implementiert Crosby Werkzeuge, mit denen Unternehmen und Organisationen ihr Qualitätsprogramm autonom entwickeln und den Qualitätsstandard eigenständig überprüfen können. Zu den bekanntesten Werkzeugen zählen das Qualitätsmanagement-Entwicklungsraster (engl. Quality Management Maturity Grid, kurz: QMMG) und das vierzehn-Stufen-Verbesserungsprogramm (engl. Forteen-step Quality Improvement Program, kurz: QIP). Ferner entwickelt Crosby die 10 Management Merkmale, die sich bei der Umsetzung eines Qualitätsmanagementprogramms als effizient erweisen.
Mit Hilfe dieser Werkzeuge und Strategien formt Crosby eine neue Art und Weise der Unternehmensführung hinsichtlich des Qualitätsmanagements. Er schafft zudem revolutionär denkende Individuen und Organisationen, die die Null-Fehler-Strategie anstreben und dadurch erfolgreicher und profitabler arbeiten.

## Aufbau des QMMG
Das Quality Management Maturity Grid ist eine Reifematrix, bestehend aus fünf Spalten und sechs Zeilen. Jede Spalte repräsentiert einen Reifegrad, in dem sich die Organisation befinden kann. Die niedrigste Ebene der Qualitätsentwicklung wird in der Reifematrix Unsicherheit genannt. Während das Unternehmen seinen Qualitätsstandard entwickelt, bewegt es sich von diesem Level über die Stufen Erwachen, Einsicht und Weisheit zum höchsten Niveau Bestimmtheit. Den Reifegraden sind die sechs Bewertungskategorien, Managementverständnis und Haltung, Qualitätsstatus in der Organisation, Problembehandlung, Qualitätskosten in % des Umsatzes, Qualitätsverbesserungsmaßnahmen sowie Summe der Qualitätshaltung des Unternehmens in den Zeilen gegenübergestellt. Jeder Eintrag der Matrix verfügt über eine kurze Beschreibung, wie jedes einzelne Bewertungskriterium in den jeweiligen Reifegraden verwirklicht wird.

## Verwendung
Das QMMG wird nicht nur verwendet, um dem Unternehmen einen Anhaltspunkt geben zu können, in welcher Qualitätsebene es sich befindet, sondern liefert im gleichen Zug Vorschläge, wie es sein Qualitätsprogramm verbessern kann. Dazu muss es versuchen, die Kriterien des nächsthöheren Reifegrades zu verwirklichen. Um den aktuellen Stand des Qualitätsmanagements erfassen zu können, werden Mitarbeiter aus verschiedenen Abteilungen und Positionen gebeten, eine subjektive Einschätzung abzugeben. Für jedes Bewertungskriterium werden entsprechend dem Reifegrad ein bis fünf Punkte vergeben. Die minimal zu erreichende Gesamtpunktzahl beträgt folglich sechs Punkte, die maximal zu erreichende Summe dreißig Punkte.

## Vor- und Nachteile
Wie schon in der Verwendung des QMMG erklärt, kann die Organisation, auf Grund des Evaluationsergebnisses, ein Qualitätsverbesserungsprogramm eigenständig und simpel aufbauen. Da Bewertungskriterien für die Reifegrade aufgeführt sind, ist der Qualitätsstandard leicht zu ermitteln. Zudem geben die Bewertungskriterien der höheren Reifegrade dem Unternehmen Orientierungsmöglichkeiten um sich stetig zu verbessern. Des Weiteren ist eine Evaluation schnell und aufwandslos durchzuführen.
Im Falle, dass Mitarbeiter an der Anonymität der Befragung zweifeln, kann dies zu einem verzerrten Ergebnis der Qualitätsevaluation führen. Ferner ist es möglich, dass Mitarbeiter aus verschiedenen Positionen unterschiedliche Einschätzung haben und auch nur diese subjektive Wahrnehmung figurieren können. Daher ist es notwendig, die Sicht aus verschiedenen Positionen aufzunehmen und diese zu bewerten. Dies bietet der Organisation allerdings auch die Möglichkeit positionsbezogene Verwirklichungsstrategien des QMMG durchzuführen und unterschiedliche Angriffspunkte als Lösungsansätze realisieren zu können.